# Bársonyos árvacsalán
A bársonyos árvacsalán (Lamium amplexicaule) az árvacsalánfélék családjába tartozó, világszerte elterjedt gyomnövény.

## Megjelenése
A bársonyos árvacsalán 10–30 cm magas, lágyszárú, egynyári növény. Négyszögletes, szőrös szára a tövénél elágazik, egyenesen felálló vagy a tövénél elfekvő. A talajjal érintkező alsó szárnódusai legyökerezhetnek. Alsó levelei kerekded formájúak, nyelesek; a felsők inkább vese alakúak és a száron ülnek. A virágok alatt teljesen körbeveszik a szárat, így a növény olyan, mintha örvet viselne. A felső levelek erei besüppedtek, ezért olyanok, mintha megráncosodtak volna. A levelek felülete bársonyosan szőrös, szélük csipkés, a száron átellenesen helyezkednek el. A növény megdörzsölve erős, aromás illatot bocsát ki.
Március végétől augusztusig virágzik. A sötét rózsaszín vagy halványlila ajakos, kétoldalasan szimmetrikus virágok a levélhónaljakból nőnek ki. Pártája 1–1,5 cm hosszú, csöve hosszú és egyenes, a végén az ajak halvány rózsaszín, sötét, jól látható mintázattal. A szirmok is röviden szőrözöttek.
Termése négy darab apró, zöldes- vagy olajbarna makkocska.
Kromoszómaszáma 2n=18.
Hasonló faj a szintén kora tavasztól virító piros árvacsalán, amelynek azonban kihegyesedő végű, szív alakú levelei vannak.

## Elterjedése és termőhelye
Valószínűleg a Mediterráneumból származik, de mára gyomnövényként és inváziós fajként szinte az egész világon (Ázsia, Észak- és Dél-Amerika, Ausztrália) elterjedt. Magyarországon az egész országban megtalálható, gyakori gyomnövény.
Kertekben, szántóföldeken, útszéleken, réteken él. Enyhe teleken áttelel.

## Felhasználása
A bársonyos árvacsalán ehető: nyers levelei vagy fiatal példányai salátákba, levesekbe, smoothiekba tehető. Vasban, vitaminokban és rostokban gazdag. Gyógynövényként reumaellenes, izzasztó, élénkítő, lázcsillapító, hashajtó hatásai vannak.
Tavasszal az egyik első méhlegelő.

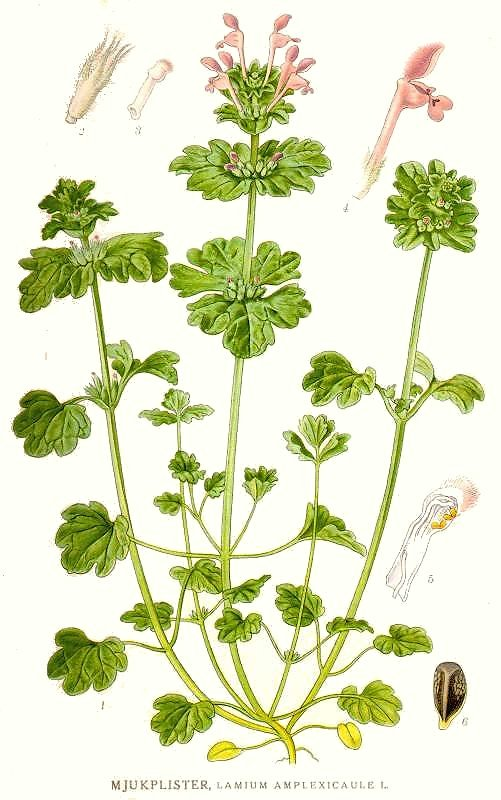
Ábrázolása egy svéd botanikakönyvben
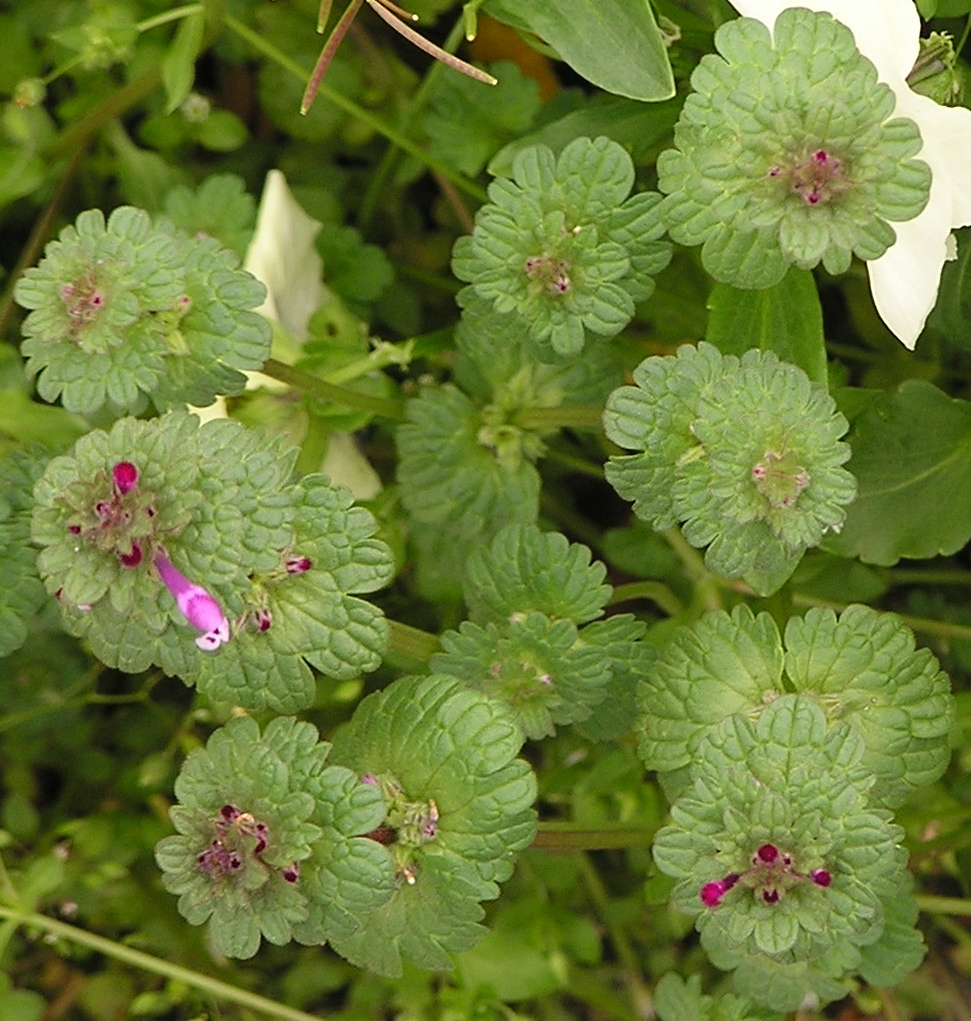
Felső levelei örvszerűek
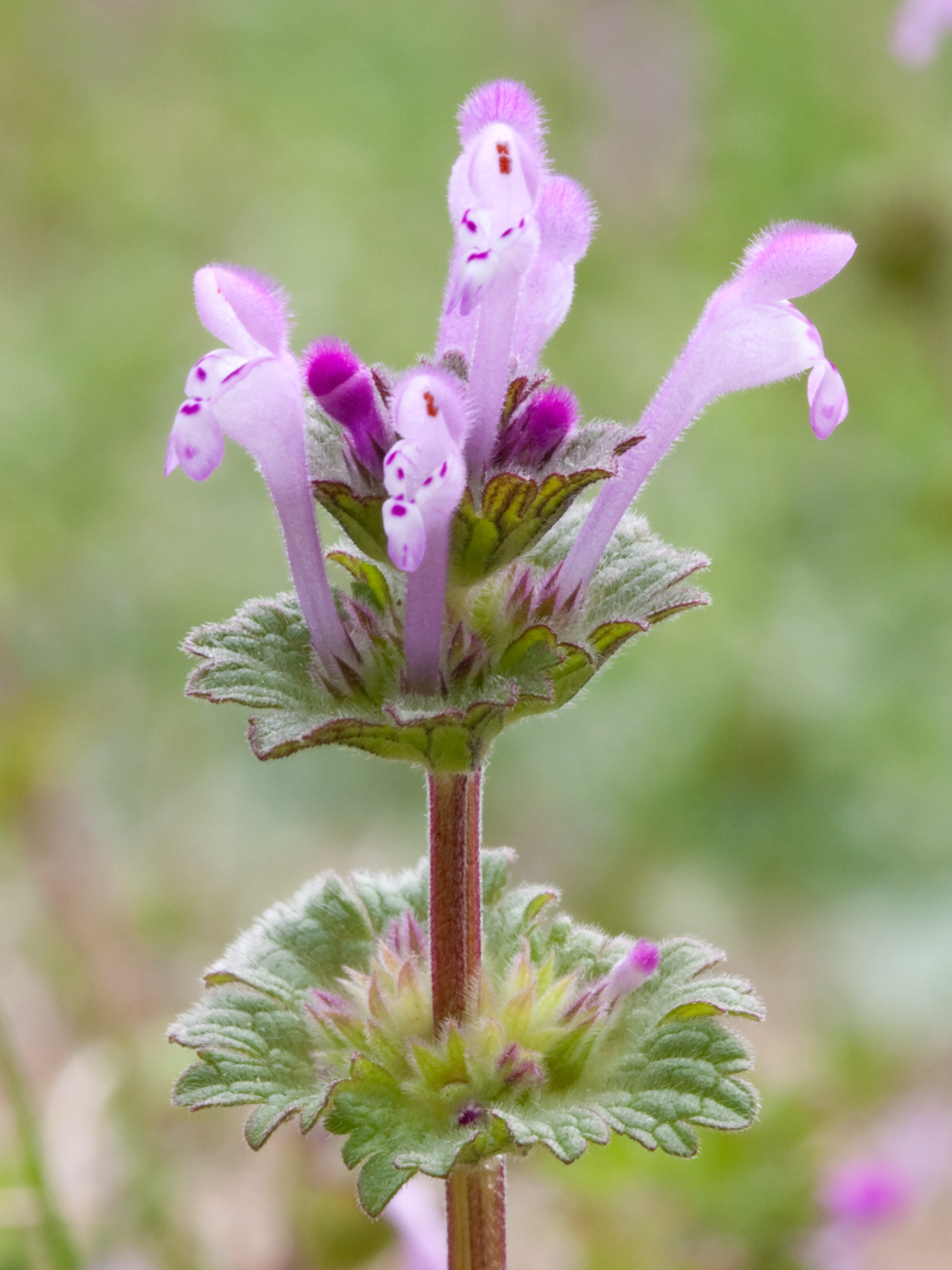
Virága
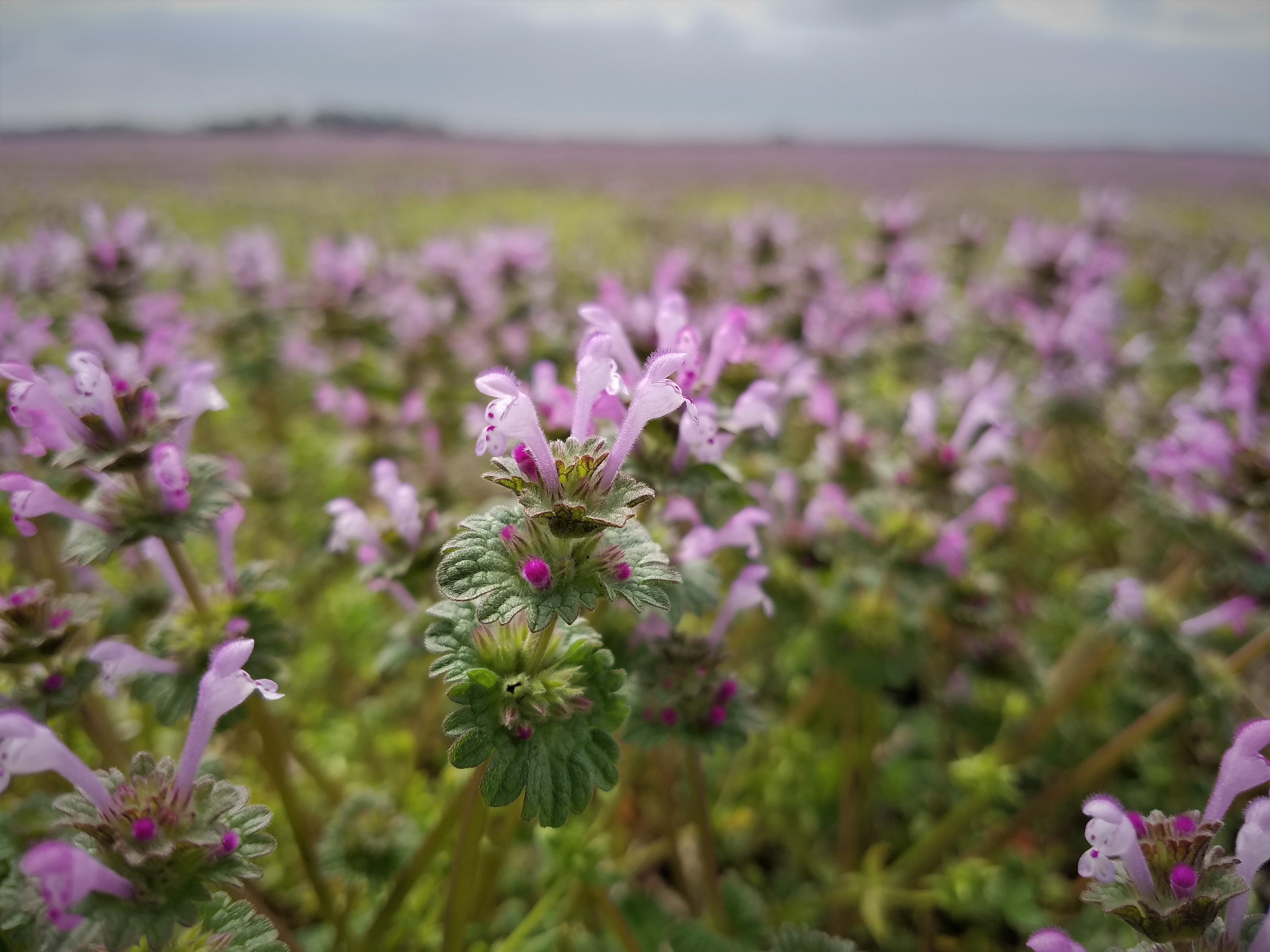
Árvacsalánmező